# RQ-14 Dragon Eye

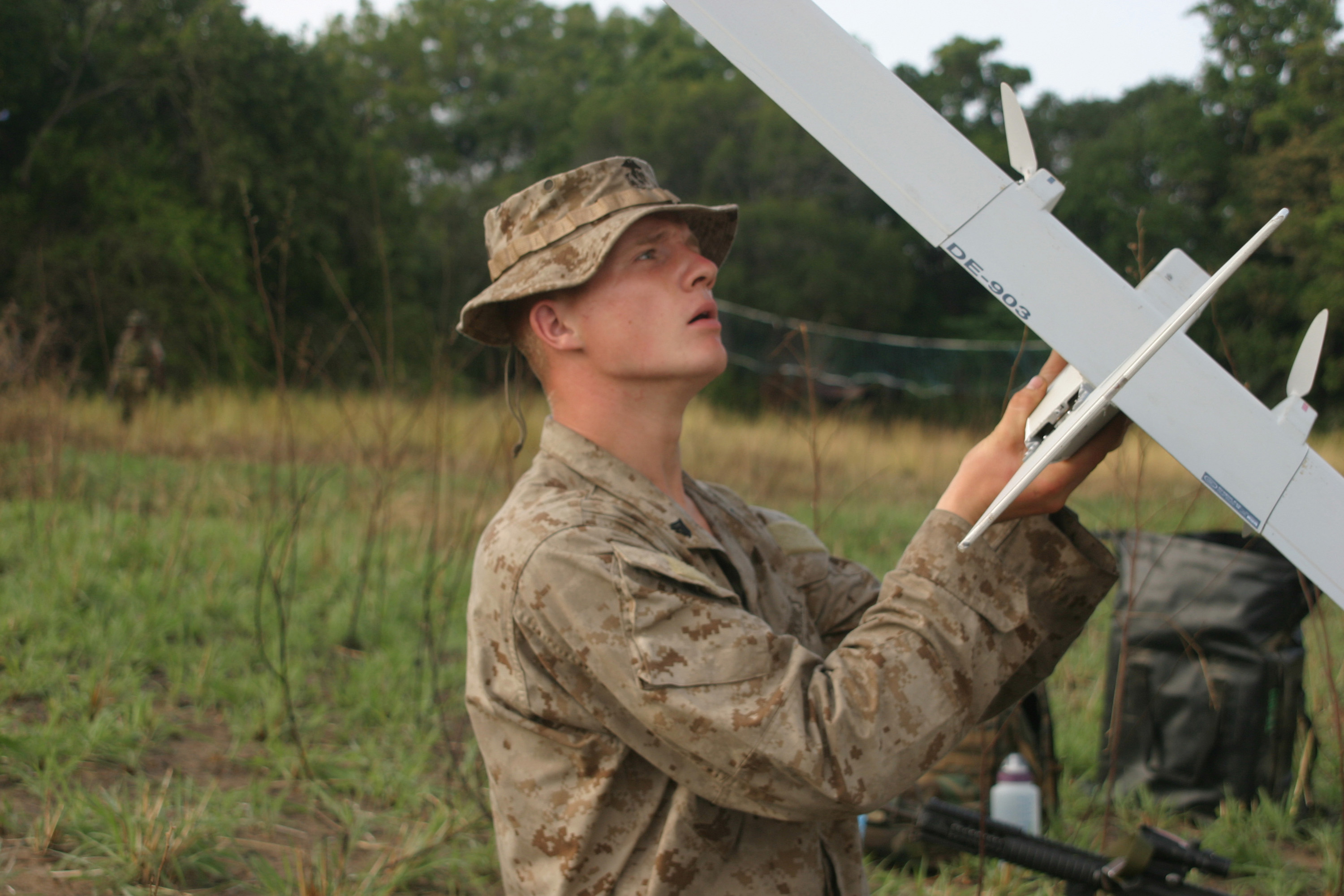
Un Marine vérifie un DE-903.

Le Dragon Eye (« Œil de dragon » en français) est un drone de reconnaissance léger conçu par les laboratoires de recherche de l'US Navy et du corps des Marines des États-Unis au tout début du XXIe siècle.
C'est un avion sans queue à ailes rectangulaires propulsé par deux petits moteurs électriques silencieux. Son autonomie est d'une heure environ. Avec un poids de 2,25 kg, il est conçu pour pouvoir être transporté démonté dans un sac à dos. Il peut être lancé à la main ou avec une corde élastique. Il est composé de plusieurs morceaux qui peuvent être remplacés séparément. Il est équipé d'un navigateur GPS qui peut être programmé avec les points de passage de la trajectoire à suivre.
Le système de contrôle, conçu autour d'un PC portable, ne pèse que 5,4 kg.
Il a été conçu au départ pour la surveillance des zones urbaines. Quand son contrôleur est bien entraîné, il peut opérer sans être découvert.
La production a été attribuée au constructeur AeroVironment en 2003 et plus de 1 000 exemplaires furent construits. Mais par la suite, le corps des Marines a retenu le RQ-11 Raven du même constructeur.